# Arnold Ralph Cotey
Arnold Ralph Cotey SDS (* 15. Juni 1921 in Milwaukee; † 21. Mai 1998) war ein US-amerikanischer Ordensgeistlicher und römisch-katholischer Bischof von Nachingwea.

## Leben
Arnold Ralph Cotey besuchte von 1936 bis 1942 das Kleine Seminar der Salvatorianer. Anschließend trat Cotey der Ordensgemeinschaft der Salvatorianer bei. Er studierte ab 1943 Philosophie und Katholische Theologie am Priesterseminar Divine Saviour und von 1948 bis 1949 an der Katholischen Universität von Amerika in Washington, D.C. Cotey empfing am 7. Juni 1949 das Sakrament der Priesterweihe. Von 1950 bis 1954 war er als Missionar in Macau tätig, bevor er 1955 nach Tanganjika kam.
Am 5. August 1963 ernannte ihn Papst Paul VI. zum ersten Bischof von Nachingwea. Paul VI. spendete ihm am 20. Oktober desselben Jahres im Petersdom die Bischofsweihe; Mitkonsekratoren waren der Sekretär der Kongregation De Propaganda Fide, Kurienerzbischof Pietro Sigismondi, und der Apostolische Delegat für Zentral- und Westafrika, Erzbischof Sergio Pignedoli.
Cotey nahm an der zweiten, dritten und vierten Sitzungsperiode des Zweiten Vatikanischen Konzils teil. Papst Johannes Paul II. nahm am 11. November 1983 das von Arnold Ralph Cotey vorgebrachte Rücktrittsgesuch an.